# Wasserturm Süd (Halle)

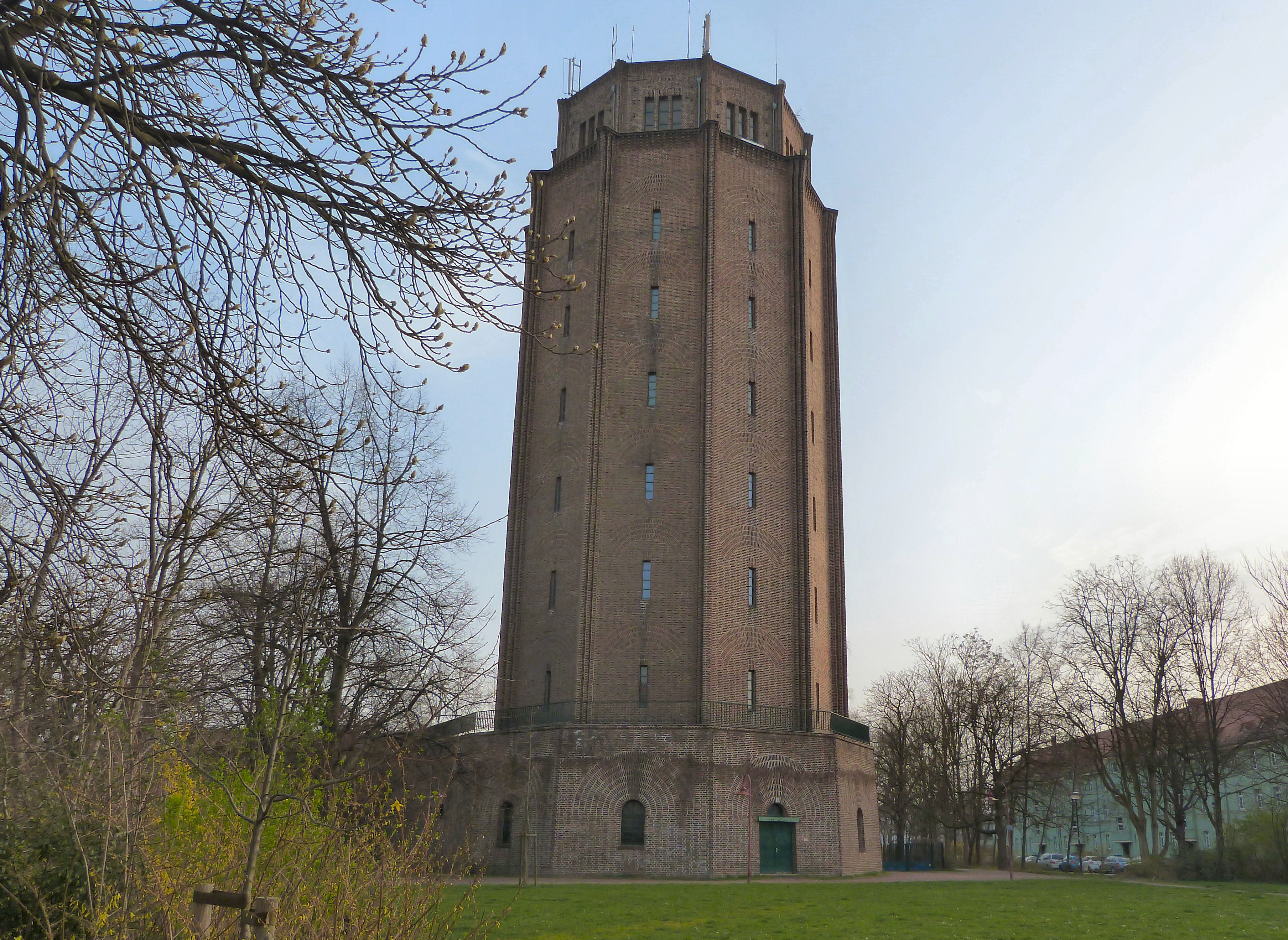
Wasserturm Süd in Halle (Saale)

Der Wasserturm Süd in Halle (Saale) gilt als bedeutendes Beispiel für die funktional-expressive Backsteinarchitektur der 1920er Jahre.

## Vorgänger
Halle besaß bereits im Mittelalter einen Wasserturm, die sogenannte Wasserkunst an der Neumühle. Da der 1474 erbaute und 1523 erneuerte Turm das Wasser aber ungefiltert in die Brunnen der Stadt beförderte, kam es immer wieder zu Cholera-Epidemien. Daher wurde im Jahr 1866 das Wasserwerk Beesen beschlossen und bis zum Jahr 1868 wurden dieses sowie die Rohrleitungen und der Wasserturm auf dem Lutherplatz fertiggestellt. Die Wasserkunst wurde verkauft und kurz darauf, im Jahr 1875, durch einen Brand zerstört. Der achteckige neugotische Turm auf dem Lutherplatz (im heutigen Stadtviertel Lutherplatz/Thüringer Bahnhof) war nach 50 Jahren aber dermaßen veraltet, dass er durch einen Neubau ersetzt werden musste. Der Neubau wurde 1927–1928 errichtet.

## Lage
Der Hochbehälter wurde an der Kreuzung der Turmstraße mit der Liebenauer Straße auf dem Lutherplatz erbaut. Zeitgleich (1927–1929) entstanden rund um den Platz Wohnsiedlungen der Deutschen Reichsbahn. In direkter Nachbarschaft befinden sich zudem die Feuerwache Süd (südöstlich; erbaut 1907–1908) sowie die katholische Kirche Zur heiligsten Dreieinigkeit (südwestlich; erbaut 1929–1930). Ursprünglich war für die Nordseite des Platzes eine Badeanstalt vorgesehen, die aber nie erbaut wurde.

## Geschichte und Baubeschreibung
Die Konstruktion des Turms konzipierte der Bauingenieur Oskar Muy (Wayss & Freytag), die architektonische Gestaltung entwarf Stadtbaurat Wilhelm Jost mit seinen Mitarbeitern Wolfgang Bornemann und Feldtkeller. Sie entschieden sich für einen Entwurf, der den Wasserbehälter verbarg sowie für den Anbau eines Umspannwerkes, das die Stromversorgung bewerkstelligte. Beide Bauten wurde für die in südliche Richtung wachsenden Wohn- und Industrieansiedlungen der Stadt benötigt. So entstand ein Gebäudekomplex, in dem neben Werkstätten auch ein Wasser-Erdbehälter sowie das Umspannwerk Turmstraße (heute Historisches Technikzentrum der Stadtwerke Halle) integriert sind. Der Wasserturm ist 45,65 Meter hoch und verfügt über einen Wasserbehälter mit einem Fassungsvermögen von 2.000 Kubikmetern, der dem Konstruktions-Prinzip eines sog. Intze-1-Behälters folgt.
Der eigentliche Wasserbehälter steht auf einer Stützenkonstruktion mit 20 Stützen, die in einem doppelten Kreis angeordnet sind. Die umgebende Turmhülle ist als Stahlbeton-Skelettkonstruktion errichtet und mit einer roten Klinkerfassade versehen, die keine tragende Funktion hat. Bis zum unteren Rand des Wasserbehälters führt eine an der Innenwand umlaufend angebrachte Treppe. Der Wasserbehälter selbst besitzt eine Aussparung in der Mitte, durch die eine Wendeltreppe bis in den über dem Wasserbehälter liegenden Kuppelraum führt, der als Aussichtsplattform angelegt ist. Die Außenwand des Kuppelraums ist gegenüber der des Behälters zurückgesetzt und lässt so Platz für einen Umgang. Der Turm hat einen zehneckigen Grundriss.

## Nutzung
Der Wasserturm ist noch heute in Betrieb. Er steuert über seinen Behälterstand das Klappenbauwerk Oppin und regelt so die Trinkwassereinspeisung vom Hochbehälter Hammelberg in das Versorgungssystem der Stadt Halle. Gleichzeitig sorgt der Hochbehälter für einen konstanten Druckausgleich und verhindert Druckstöße im Netz. Der Wasserturm Süd steht unter Denkmalschutz und ist im Denkmalverzeichnis mit der Erfassungsnummer 094 04843 eingetragen. Am Tag des offenen Denkmals kann der Turm sowie die Aussichtsplattform besichtigt werden.
Das Umspannwerk wurde seit 1998 nur noch als Schalthaus betrieben und 2010 ganz außer Betrieb genommen, heute beheimatet es das Historische Technikzentrum der Stadtwerke Halle mit Exponaten zur Ver- und Entsorgungsinfrastruktur und zum ÖPNV. Der sieben Meter hohe Raum im Erdgeschoss wird für musikalische Veranstaltungen, insbesondere das Adventssingen, genutzt.

## Bauplastik und Installationen
Einziges schmückendes Element ist ein Zitat aus Goethes Faust II: „Alles ist aus dem Wasser entsprungen, alles wird durch das Wasser erhalten.“ Nach einer kurzlebigen Lichtinstallation (2010–2013) wurde im Januar 2020 eine neue Variante in Betrieb genommen, die die Aussichtsplattform anstrahlt. Im Rahmen der Eröffnungsveranstaltung des Tags des offenen Denkmals im Jahr 2019, der das 100. Bauhaus-Jubiläum zum Anlass nahm, Bauten der Moderne hervorzuheben, wurden Kinder und Jugendliche durch die Kunststiftung des Landes Sachsen-Anhalt dazu aufgerufen, eine Fassadengestaltung zu entwerfen.

## Würdigung
Der jüngste der halleschen Wassertürme (siehe auch Wasserturm Nord, Wasserturm am Hauptbahnhof, Wasserturm in Diemitz) ist eines der markantesten technischen Bauwerke der Stadt. Seine Lage im sonst niedrig bebauten Umfeld sowie die Gruppierung mit dem breitgelagerten Umspannwerk, die zusätzliche Vertikalität verleiht, machen ihn zu einem stadtbildprägenden Bauwerk. Er gilt als „bedeutendes Beispiel für die funktional-expressive Backsteinarchitektur der 1920er Jahre.“

„Das Material verleiht dem Turm monumentale Schwere, dünne Vorlagen an den Ecken und hohe schmale Fenster betonen die Vertikalität.“